# Nový Kramolín
Pour les articles homonymes, voir Kramolín.
Nový Kramolín (en allemand : Neugramatin) est une commune du district de Domažlice, dans la région de Plzeň, en Tchéquie. Sa population s'élevait à 212 habitants en 2017.

## Géographie
Nový Kramolín se trouve à 11 km au nord-ouest de Domažlice, à 51 km à l'ouest-sud-ouest de Plzeň et à 135 km à l'ouest-sud-ouest de Prague.
La commune est limitée par Mnichov, Poběžovice et Vlkanov au nord, par Otov et Pařezov à l'est, par Postřekov au sud et à l'ouest.

## Histoire
La première mention écrite de la localité date de 1379.